# ادن گیمز
ادن گیمز (انگلیسی: Eden Games) شرکت بازی ویدئویی فرانسوی است، که در سال ۱۹۹۲ تأسیس شد.